# رندی بارتز
رندی بارتز (انگلیسی: Randy Bartz؛ زادهٔ october ۷, ۱۹۶۸ (۵۶ سال)) ورزشکار اسکیت سرعت اهل ایالات متحده آمریکا است.
وی در مسابقات کشوری و بین‌المللی در مجموع برندهٔ ۱ مدال نقره شده‌است.